# 纤枝曲柄藓
纤枝曲柄藓（学名：Campylopus gracilis）为曲尾藓科曲柄藓属下的一个种。其种加词来源于拉丁文“gracilis”，意为“细长的”。